# Septénaire (symbolisme)
Un septénaire peut représenter le nombre sept ou bien un ensemble de sept éléments.
Depuis l'Antiquité, dans de nombreuses civilisations et traditions, la symbolique des nombres considère le nombre sept comme hautement significatif dans de nombreux domaines. Par exemple, il y a sept jours de la semaine, sept planètes majeures, sept notes de musique, sept couleurs du spectre de lumière, sept merveilles du monde, etc.
Le sept est considéré comme un nombre « sacré », utilisé notamment dans les mythes de plusieurs religions.

## Religions

### Animisme
- Chez les Dogons est symbole de l'union des contraires, de la résolution du dualisme. Il est la somme de 4, symbole de la féminité, et de 3, symbole de la masculinité, et il représente la perfection humaine[3].

### Hindouisme
- Le nombre de chakras ou centres spirituels.
- Le nombre de Rishis primordiaux.
- Le nombre de villes saintes en Inde, grands lieux de pèlerinage : Varanasi (Bénarès), Haridwar, Ayodhya, Dwarka, Mathura, Kanchipuram, Ujjain.
- Le nombre de fleuves sacrés : le Gange, le Sarasvati, le Yamuna, l’Indus, le Narmada, le Godavari et le Cauvery.

### Paganisme gréco-romain
- Les sept Merveilles du monde.
- Le nombre sept est caractéristique du culte d'Apollon.
- Hippocrate aurait dit : « le nombre sept par ses vertus cachées maintient dans l’être toutes choses ; il dispense vie et mouvement ; il influence jusqu’aux êtres célestes. »[3].
- Philolaos considère que le sept symbolise l'esprit[4].
- Dans le culte de Mithra il existe sept niveaux d'initiation.
- Les Pléiades, sept filles d'Atlas et de Pléioné (ont donné leur nom aux étoiles les plus brillantes de l'amas ouvert du même nom, aussi appelé  M45).

### Judaïsme
- La Menorah ou chandelier à sept branches.
- Le nombre de jours dans une semaine chez les juifs, repris par les chrétiens  : c'est le nombre de jours avec lesquels Dieu a créé le monde.
- Le nombre de fois dont doit être puni celui qui tuera Caïn.
- Dans le Livre d’Hénoch : sept veilleurs, sept grandes montagnes, sept grands fleuves, sept grandes îles.

### Bouddhisme
- Les sept facteurs d'éveil.
- Le Bouddha aurait mesuré l'univers en faisant sept pas dans chacune des quatre directions[3].
- Le Bardo, état intermédiaire suivant la mort, dure 49 jours, ce qui correspond à 7 périodes de 7 jours.

### Christianisme
- Le nombre des dons du Saint-Esprit : la sagesse, l’intelligence, le conseil, la force, la science, la piété et la crainte de Dieu.
- Le nombre de sacrements dans la religion catholique.
- Les sept premiers diacres ordonnés par les apôtres (cf. Ac 6,1-6).
- Le nombre d'Archanges de l'Apocalypse, d'étoiles et de bougies (symboliques représentants respectivement les sept Archanges de Dieu et les Sept Églises) et de lettres adressées à ces sept Églises.
- Le nombre de têtes de la bête de l'Apocalypse.
- Le nombre de demandes dans la prière du Notre Père (selon l’Évangile de Matthieu).
- Le nombre de péchés capitaux : luxure, avarice, envie, orgueil, paresse, gourmandise et colère. Appelés capitaux car c'est d'eux que découlent tous les autres.
- Le nombre de vertus catholiques : trois théologales et quatre cardinales.
- Clément d'Alexandrie écrivit : « De Dieu, Cœur de l’univers, émanent les six étendues et les six phases du temps : c’est là le secret du nombre sept ; le retour au centre, au Principe, à l’issue du développement sénaire, parfait le septénaire. » [3]

### Islam
- Le nombre de versets dans la sourate al-Fatiha.
- Le nombre de cieux dans la tradition islamique (voir Miraj).
- Le nombre de circumambulations (Tawaf) autour de la Kaaba.
- Le nombre d'aller-retours effectués entre les collines d'As-Saffa et Al-Marwah par les pèlerins durant le pèlerinage mecquois (Hajj).
- Le nombre de niveaux en Enfer (Jahannam).

## Ésotérisme

### Astrologie
- Les sept « cieux » de l'astrologie babylonienne, d'où l'expression « être au septième ciel ».
- Le nombre traditionnel des astres, des métaux et des jours de la semaine qui leur sont liés :

Lune - argent - lundi ;
Mars - fer - mardi ;
Mercure - mercure - mercredi ;
Jupiter - étain - jeudi ;
Vénus - cuivre - vendredi ;
Saturne - plomb - samedi ;
Soleil - or - dimanche.

### Les mythes de création du monde
Helena Blavatsky, dans sa Doctrine Secrète, aborde le sujet de la symbolique du nombre sept et le fait qu'on le retrouve dans les mythes cosmogoniques et anthropogoniques de plusieurs civilisations :

« Le nombre Sept, le chiffre fondamental entre tous, dans tous les systèmes religieux nationaux, depuis la Cosmogonie jusqu'à l'homme, doit avoir sa raison d'être. On le trouve, chez les anciens Américains, aussi en évidence que chez les antiques Aryens et Egyptiens.(...)

L'auteur de (en)Sacred Mysteries among the Magas and the Quichés, 11.500 years ago Augustus Le Plongeon, dit : « Sept, semble avoir été le nombre sacré par excellence parmi toutes les nations civilisées de l'antiquité. Pourquoi ? On n'a jamais répondu d'une manière satisfaisante à cette question. Chaque peuple séparé a donné une explication différente, suivant les données de sa religion. Qu'il ait été le nombre des nombres pour ceux qui étaient initiés aux mystères sacrés, cela ne peut faire aucun doute. Pythagore l'appelle le « Véhicule de vie » (...).
On le rencontre fréquemment dans le Popul-Vuh. Nous le retrouvons en outre, dans les sept familles qui, d'après Sahagun et Clavigero, auraient accompagné le personnage mystique appelé Votan (en), fondateur réputé de la grande ville de Nachan, que certains identifient avec Palenque. Dans les sept cavernes d'où on raconte que les ancêtres des Nahualts ont émergé. Dans les sept cités de Cibola, décrites par Coronado et Niza... Dans les sept Antilles ; dans les sept héros qui, nous dit-on, échappèrent au Déluge. »

On retrouve, du reste, ce même nombre de « Héros » dans tous les récits de Déluges – depuis les sept Richis qui furent sauvés avec Vaivasvata Manou (en), jusqu'à l'Arche de Noé dans laquelle les bêtes, les volailles et les créatures vivantes furent rassemblées par groupes de « sept ». »

### La constitution septénaire de l'Homme
Le sept représente « la totalité manifestée en mouvement ». En lui, s'associent le trois, symbole du Ciel et du Spirituel et le quatre, symbole de la Terre et de la matière.
Divers courants ésotériques ont utilisé dans leurs enseignements une conception septénaire de l'Homme.
La Théosophie moderne d'Helena Blavatsky reprend des termes sanskrits provenant de textes du Véda, et des Puranas.

Ces sept corps correspondent aux sept plans de l'Univers, hiérarchisés du plus matériel au plus subtil. L’objectif de l’être humain serait de les maîtriser pour évoluer spirituellement par un processus « d'alchimisation de l'être ».
Le septénaire se divise en deux groupes, :
- un ternaire (ou triade) qui représente la partie atemporelle, divine et transcendante en l'Homme.
- un quaternaire qui représente la partie mortelle et matérielle, associé aux quatre éléments (Terre, Eau Air, Feu) et aux quatre règnes (minéral, végétal, animal, humain)[7].

Toutefois, il ne s'agit pas d'une conception dualiste avec d'un côté l'esprit et de l'autre la matière, mais d'une « combinaison subtile d'une forme et d'une substance qui s'interpénètrent ». Ces sept plans sont reliés par la conscience.

## Arts

### Littérature
- Les sept nains de Blanche-Neige.
- Dans la suite romanesque Le Trône de fer, adaptée en série Game of Thrones : le Royaume des Sept Couronnes et sa religion composée de sept divinités.
- La saga Le Monde de Narnia de C. S. Lewis, est constituée de sept tomes.
- La saga Harry Potter est constituée de sept tomes et on compte sept horcruxes.

## Sciences
Les arts libéraux sont au nombre de sept : grammaire, dialectique, rhétorique, arithmétique, musique, géométrie et astronomie.

### Astronomie
- Le nombre d'étoiles les plus brillantes de la Grande Ourse.

### Chimie
- Le nombre de périodes ou de lignes horizontales des éléments de la table périodique.
- Le nombre d'atomes de carbone de l'heptane, un hydrocarbure.
- Le nombre de systèmes cristallins à trois dimensions.

### Géographie
- Les « sept mers »

### Médecine
- Période de sept jours dans l'évolution d'une maladie.
- Les sept orifices du visage : yeux, narines, bouche, oreilles.

### Physique
- Les sept couleurs de l'arc-en-ciel et les sept notes de musique de la gamme heptatonique « révèlent le septénaire comme un régulateur des vibrations, vibrations dont plusieurs traditions primitives font l’essence même de la matière. »[3]
- Le nombre d'unités du Système International (ex-MKSA) : mètre, kilogramme, seconde, ampère, kelvin, mole, candela.